# Lacul Thun
Lacul Thun este un lac alpin situat în Berner Oberland în partea de nord la marginea alpilor. Lacul are adâncimea maximă de 217 m, o lungime de 17,5 km și o lățime de 3.5 km, având o suprafață de 48.3 km² fiind cel mai mare lac din cantonul Berna. Lacul Thuner, are o cantitate de apă cu un volum de 6.5 km³. 
După ultima glaciațiune s-au format în apropiere încă două lacuri, care azi nu mai există, între Meiringen și Uttigen. Prin depunerea materialului adus de pâraie, s-a format un dig natural care a blocat apa formându-se un lac de baraj natural care ulterior a fost împărțit în două, în Lacul Thuner și Lacul Brienzer care se află mai sus cu 6 m. La o cotă normală a apei, oglinda lacului Thuner se află la altitudinea de 558 m deasupra n.m., lacul are un bazin de colectare cu o suprafață de 2500 km². În cazul unor precipitații abundente, capacitatea de scurgere a lui Aare fiind limitată la 345 m³/sec, apele lacului cresc producând probleme serioase localităților de pe malul lacului.
Din lac se pescuiesc anual peste 50 de tone de pește. Din anul 1835 există pe lac un vaporaș pentru pasageri. Localitățile de pe malul lacului sunt: Thun, Spiez, Oberhofen și Hilterfingen, aici pe lângă pescuit se cultivă vița de vie cu soiurile Müller-Thurgau, Chardonnay, Garanoir și Pinot Noir.
După al doilea război mondial armata elvețiană a scufundat în lac  circa 3000 de tone de muniție de război. În anul 2007 s-au făcut cercetări asupra posibilității poluării apei lacului și eventual de scoatere a muniției din apă.

## Galerie

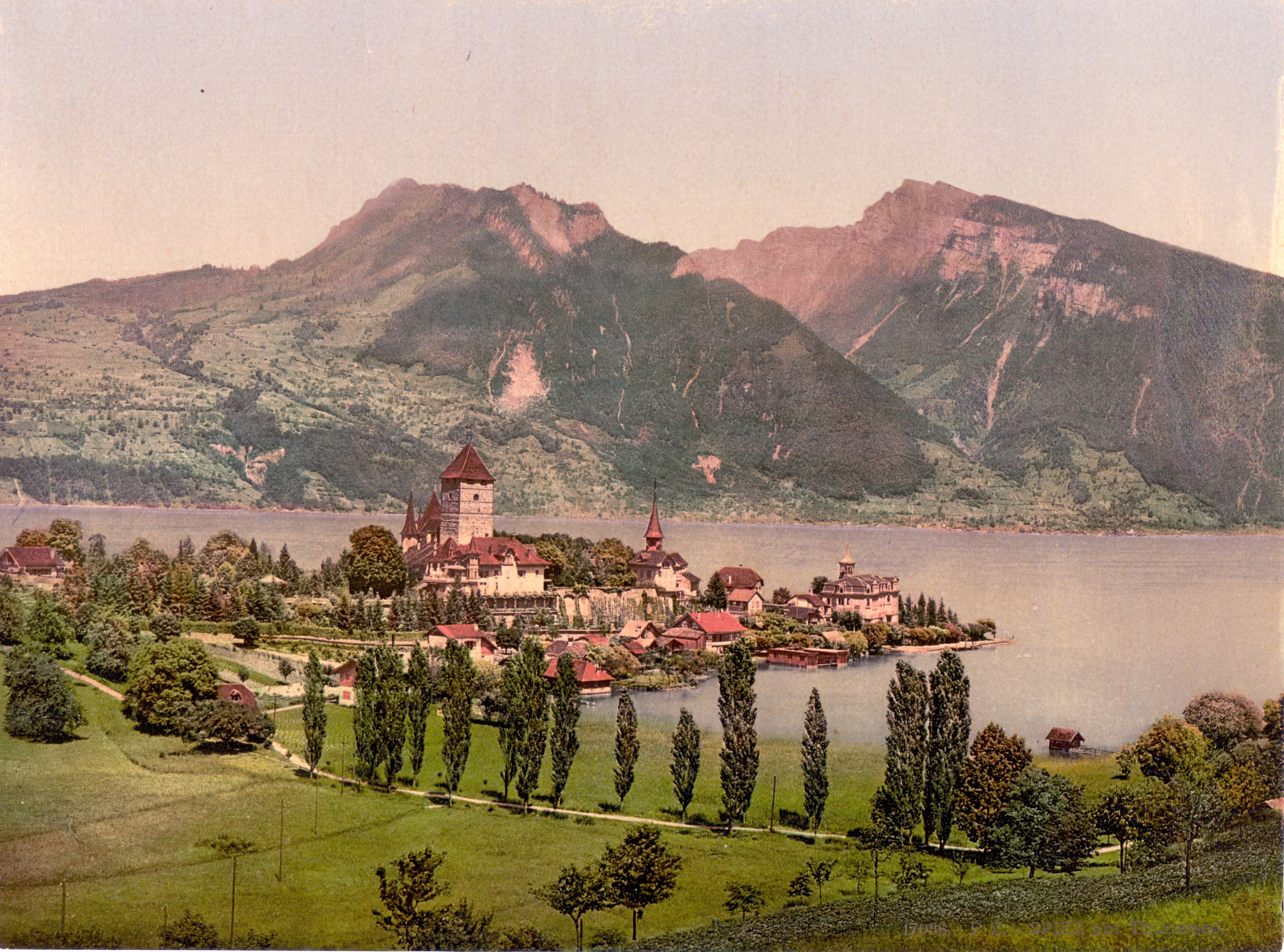
Spiez  1900
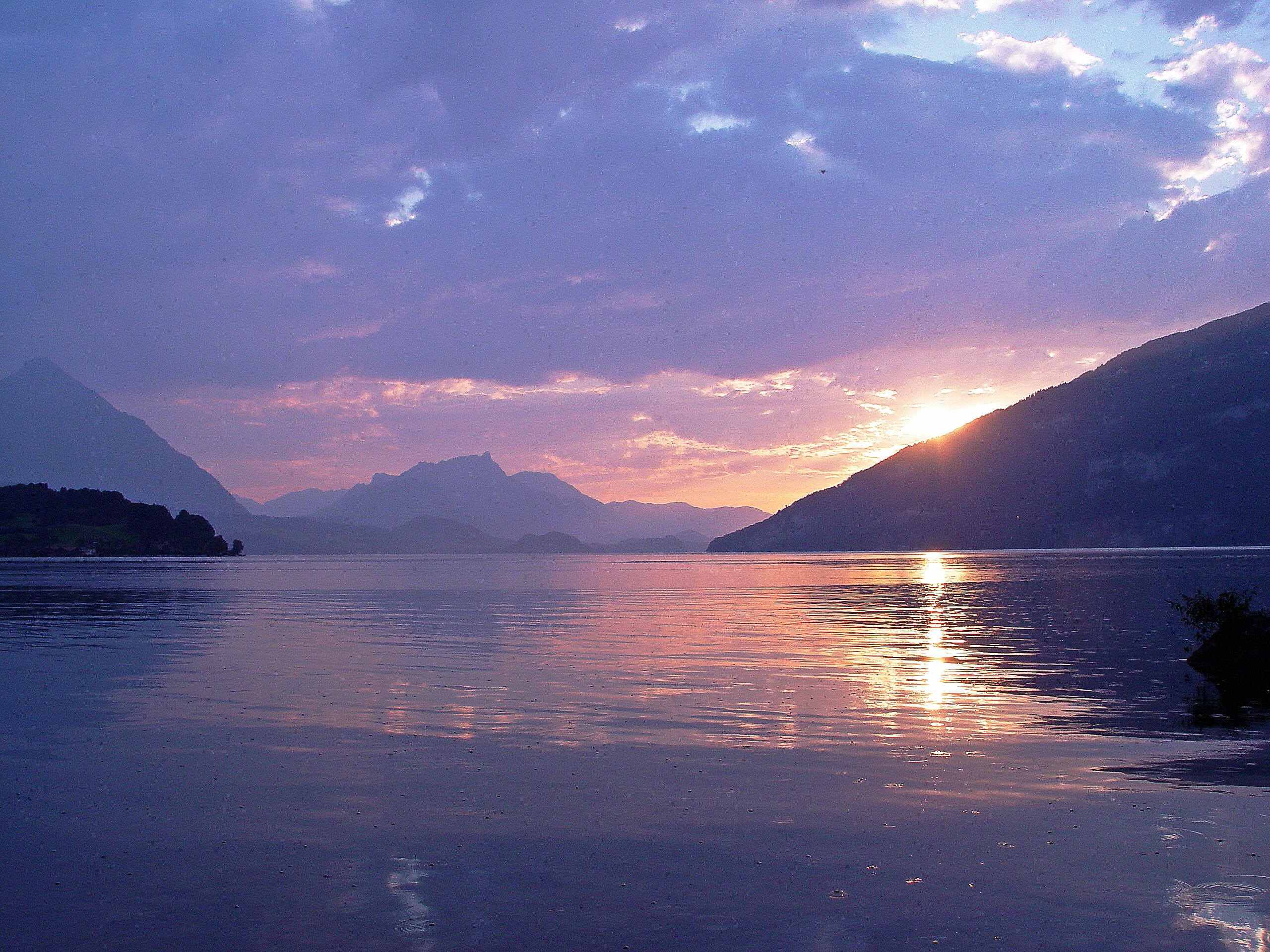
Lacul Thun
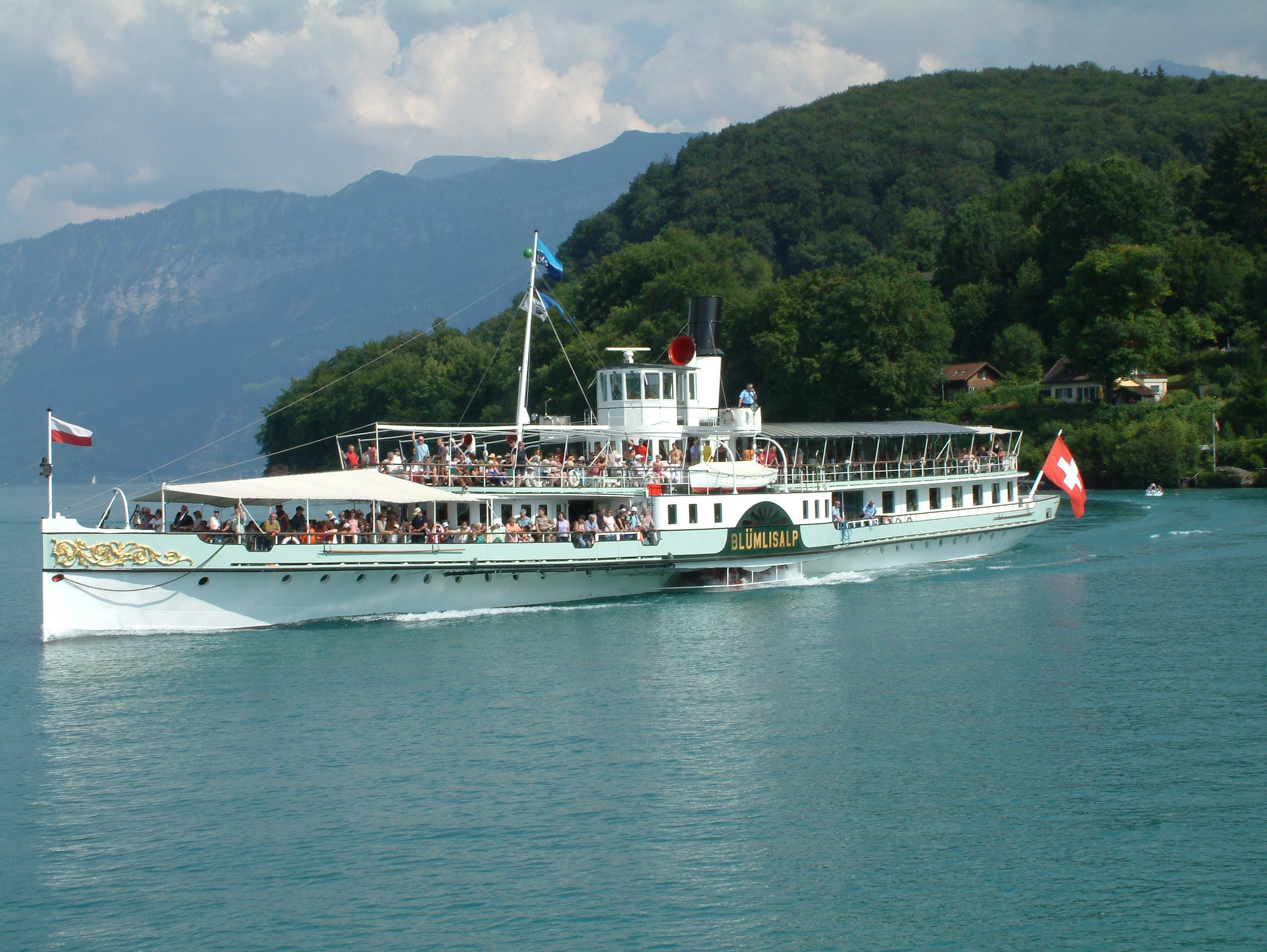
Spiez